# Gespann

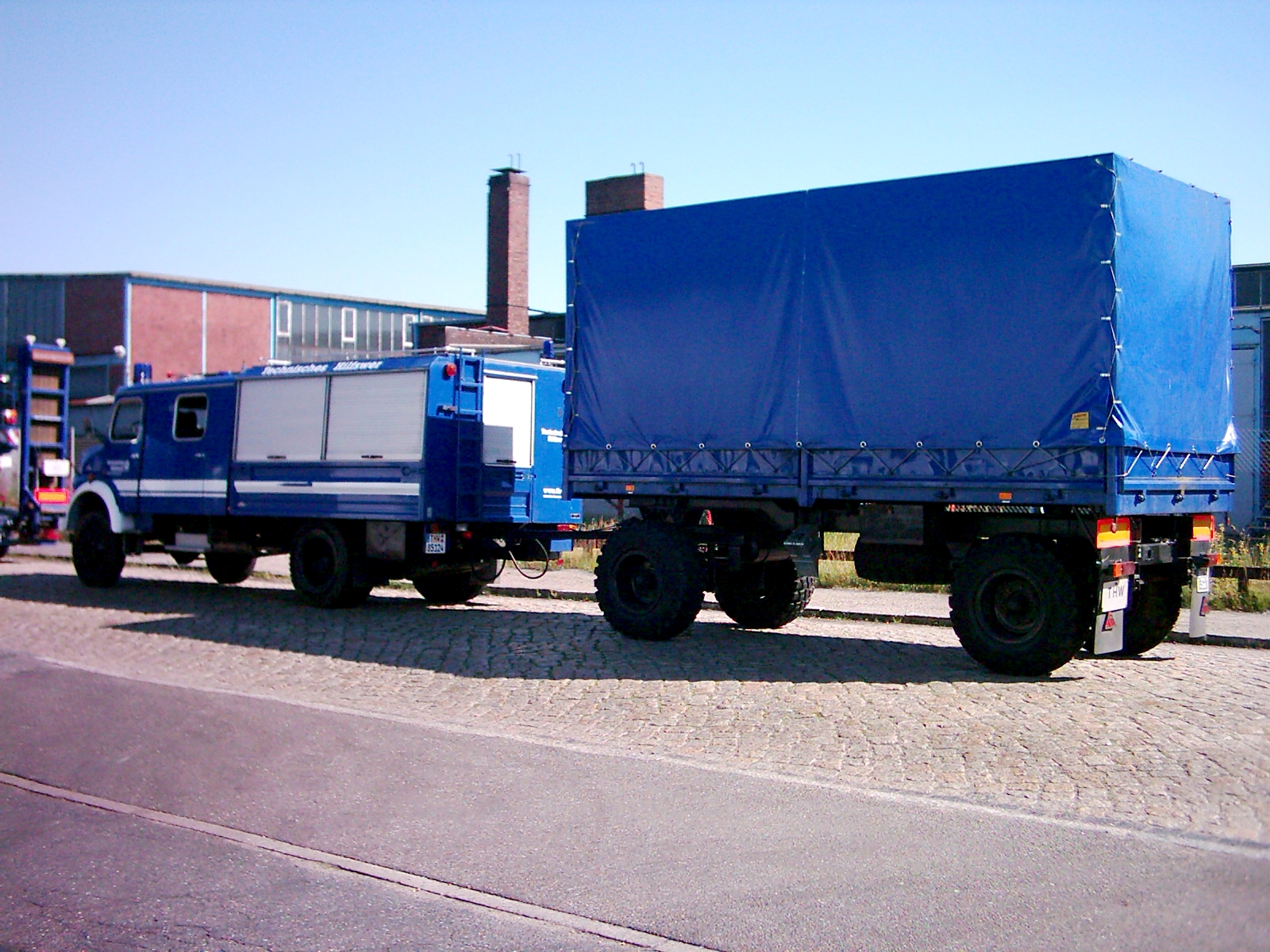
Lastzug (THW-Fahrzeuge in Hamburg 2006)

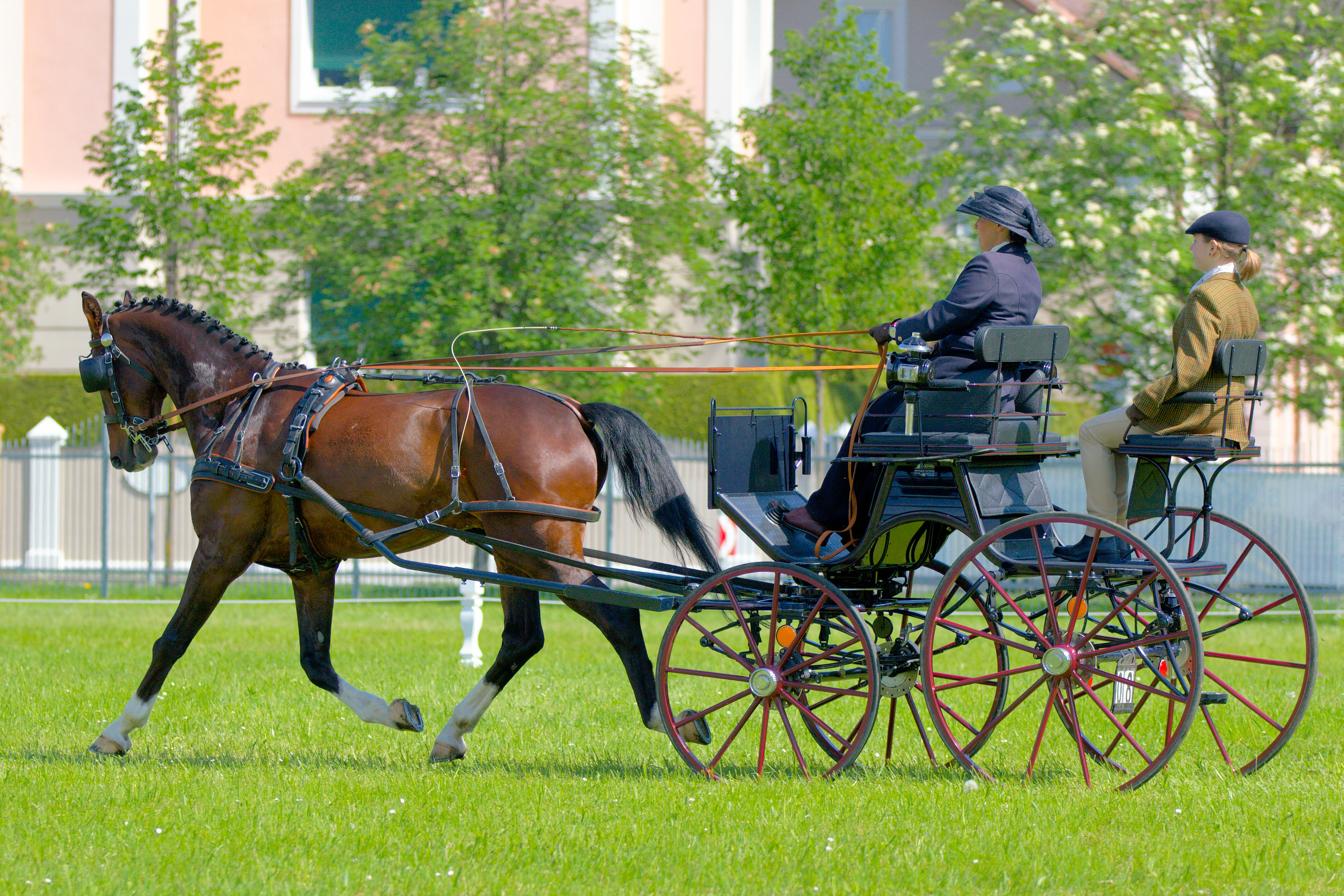
Einspänner mit Hintergeschirr

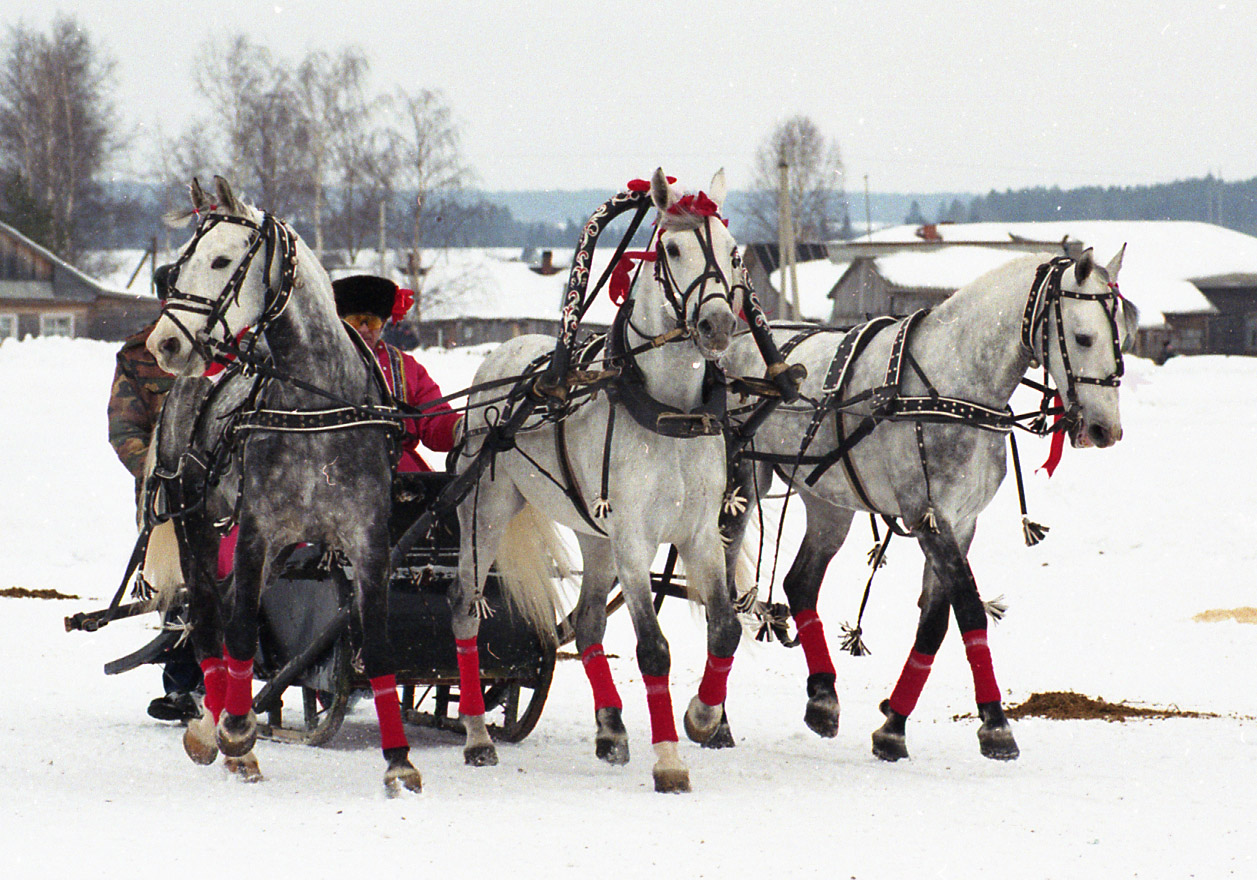
Troika

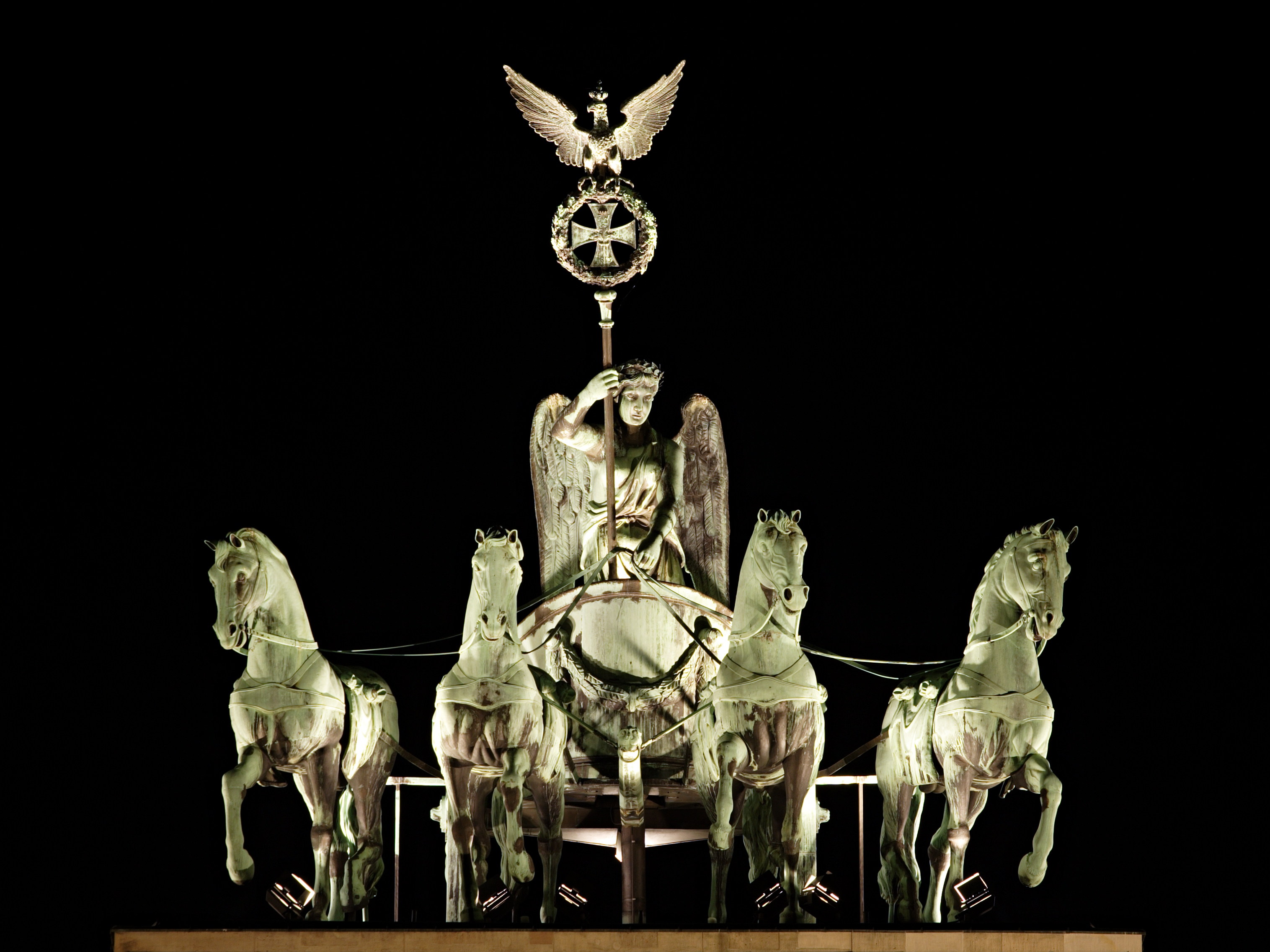
Quadriga auf dem Brandenburger Tor

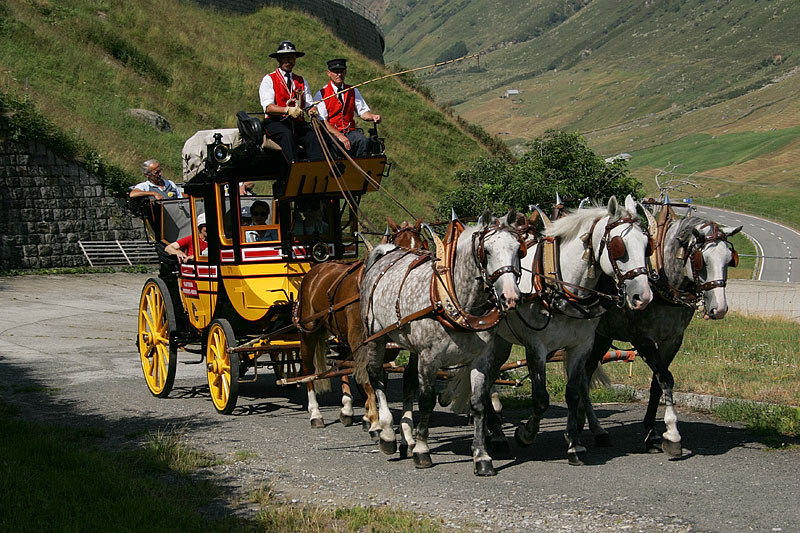
Fünfspänner-Jucker-Anspannung

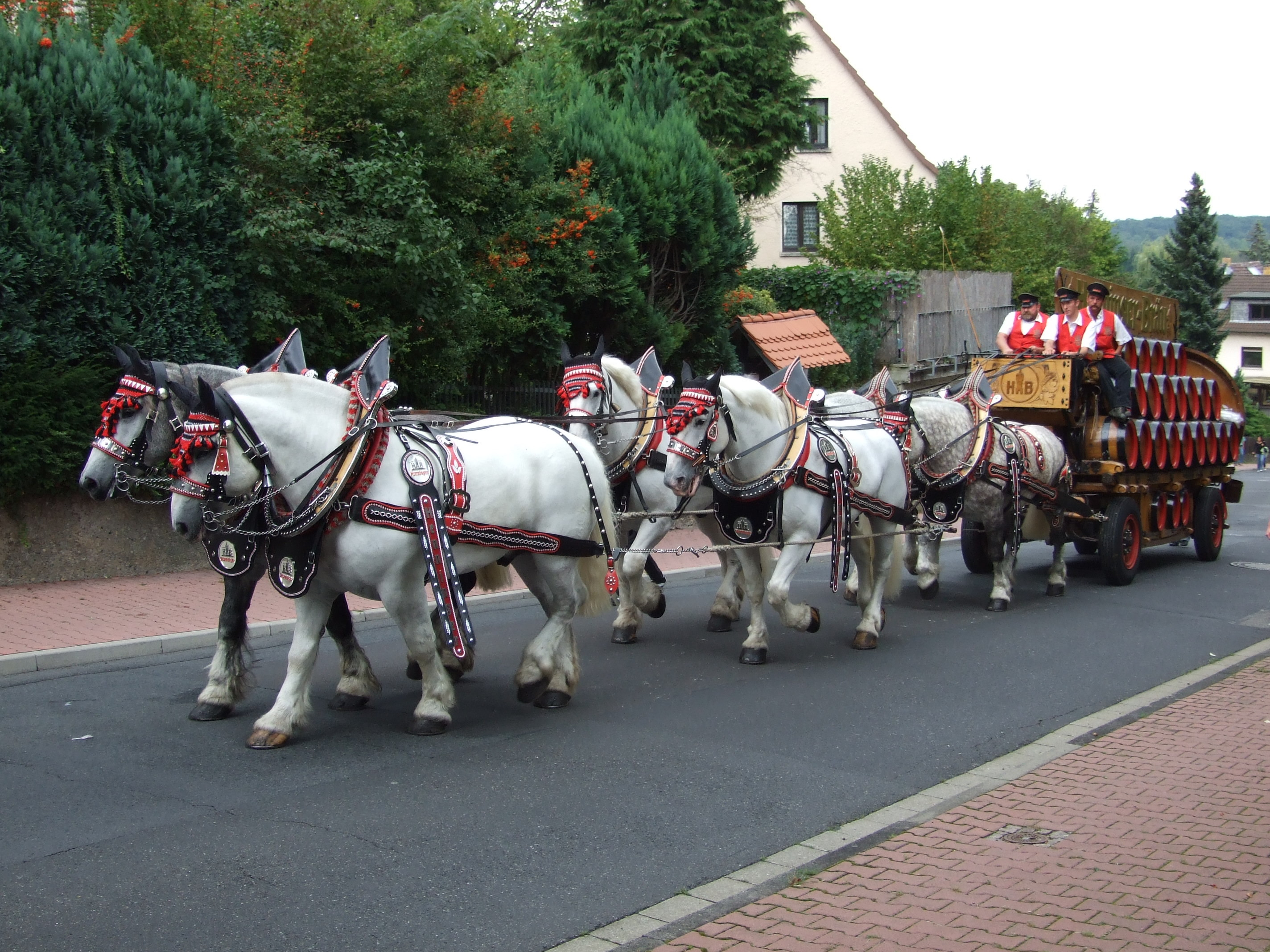
Brauereigespann mit sechs Pferden (traditioneller Henninger-Bräu-Wagen in Frankfurt 2007)

Ein Gespann (von althochdeutsch spannan „ziehend befestigen“) bezeichnet allgemein eine Kombination aus nicht selbst angetriebenem Landfahrzeug und einem vorgespannten Zugelement (Zugtier oder Zugfahrzeug).

## Anordnung von Zugtieren
Ursprünglich bezeichnet das Wort Gespann eine Gruppe von angespannten Zugtieren vor einem Landfahrzeug (einen Wagen, Schlitten oder Ähnliches) (siehe Fahren, Equipage, Fahrsport). Das Gespann kann aus mehreren sowohl hintereinander als auch nebeneinander gespannten Zugtieren gebildet werden. In der Landwirtschaft und im Transportwesen bilden zwei nebeneinander laufende Zugtiere ein Gespann, im deutschsprachigen Raum meist Pferde („Pferd und Wagen“), früher auch Kühe und Ochsen. Bei Gespannen wird nach der Anordnung der Zugtiere unterschieden. Pferdepaare werden häufig gleichbleibend zusammen eingesetzt, auch der Platz, links als Sattelpferd oder rechts als Handpferd, bleibt meistens gleich. Wenn das Paar immer gleich angespannt wird, dann müssen die Leinen nicht jedes Mal anders verschnallt werden.

### Ein Pferd
- Einspänner (1 Scherenpferd)

### Zwei Pferde
- Zweispänner (2 Stangenpferde laufen nebeneinander, links das Sattelpferd, rechts das Handpferd)
- Biga (Streitwagen, 2 Stangenpferde ziehen mit Joch an der Deichsel, 2 Leinenpaare)
- Tandem (2 Pferde voreinander, das vordere Pferd ist das Vorderpferd, auch Vorauspferd genannt)

### Drei Pferde
- Dreispänner (3 Pferde nebeneinander, 1 Scherenpferd, zwei Außenpferde, 3 Leinenpaare)
- Troika (russisch, 3 Pferde nebeneinander, 1 Scherenpferd, zwei Außenpferde, 4 einzelne Leinen)
- Triga (Dreigespann, 3 Pferde nebeneinander, 2 Stangenpferde mit Joch an der Deichsel, 1 Aussenpferd an Strängen)
- Einhorn (2 Stangenpferde, 1 Vorderpferd)
- Verkehrtes Einhorn (1 Scherenpferd, 2 Vorderpferde)
- Random (3 Pferde voreinander)

### Vier Pferde
- Viergespann (4 Pferde nebeneinander, 2 Stangenpferde an der Deichsel, alle Pferde ziehen an Strängen)
- Quadriga (4 Pferde nebeneinander, 2 Stangenpferde ziehen mit Joch an der Deichsel, 2 Aussenpferde an Strängen)[3]
- Vierspänner (2 Stangenpferde, 2 Vorderpferde)

### Fünf Pferde
- Fünfspänner-Jucker-Anspannung (2 Stangenpferde, 3 Vorderpferde)

### Sechs Pferde
- Sechsspänner (2 Stangenpferde, 2 Mittelpferde an der Mitteldeichsel, 2 Vorderpferde)
- Wildgang (2 Stangenpferde, 4 Vorderpferde)

### Vorspann
Als Vorspann werden Zugtiere bezeichnet, die an besonders steilen Wegstücken zusätzlich vorgespannt werden.

## Modernes Fahrzeugwesen
Im modernen Fahrzeugwesen wurde die ursprüngliche Bedeutung des Zusammenspannens von Zugtier(en) und einer (angehängten) Last auf Landfahrzeuge übertragen (altertümlich Motorzug).
Hier bezeichnet Gespann (in Österreich fachlich: Kraftwagenzug) den Zusammenschluss mehrerer Fahrzeuge, von denen mindestens eines ein Zugfahrzeug ist, Beispiele:
- Lastzug (Lastwagen mit Anhänger)
- Sattelzug (Sattelzugmaschine mit Sattelauflieger)
- Bus-Gespann, Gespann aus Solobus und Busanhänger
- Wegebahn, Gespann aus Zugfahrzeug und mehreren angehängten Personenwagen
- Wohnwagen-Gespann
- Motorradgespann, ein Motorrad mit seitlich angebrachtem Beiwagen
- Motorradgespann, Motorrad mit einem Anhänger
- Fahrradgespann mit einem Anhänger, in der Ausführung als Seitenwagen auch Schwenker genannt
- Eine Zugmaschine mit Wagen, Schlitten etc.

Alternativ wird ein Gespann auch Zug genannt, insbesondere bei mehreren hintereinandergekoppelten Fahrzeugen, siehe Lastzug, Buszug.
Gebräuchlicher ist die Bezeichnung im Eisenbahnwesen, siehe auch Zug (Schienenverkehr).